# Kenny Lattimore
Kenny Lattimore (Washington, 10 aprile 1970) è un cantautore statunitense.
Legato a varie etichette discografiche nella prima parte della sua carriera e attivo come artista indipendente successivamente, Lattimore ha pubblicato 10 album in studio, molti dei quali sono riusciti a piazzarsi nella Billboard 200. Ha inoltre vinto un NAACP Image Award nel 1996 e ottenuto una nomination ai Grammy Award nel 1997.

## Biografia
Nel 1988 Lattimore viene selezionato in qualità di frontman per un gruppo musicale R&B chiamato Mannequin, il quale pubblica un album eponimo via Epic Records nell'anno successivo. Lattimore decide tuttavia molto presto di lasciare il gruppo per perseguire una carriera da solista; non ci saranno altre pubblicazioni discografiche da parte del gruppo in seguito alla sua dipartita. L'artista firma dunque un contratto discografico con la Columbia Records, tramite la quale pubblica il suo album d'esordio eponimo nel 1996. L'album raggiunge la posizione 92 nella Billboard 200 e uno dei singoli estratti, For You, ottiene una nomination ai Grammy Award nella categoria Best Male R&B Vocal Performance e si posiziona alla numero 33 nella Billboard Hot 100. Acclamato dalla critica, l'album gli permette di vincere il premio di miglior nuovo artista ai NAACP Image Award.
Nel 1998 pubblica il suo secondo album da solista From the Soul of Man, con cui raggiunge la posizione 71 nella Billboard 200. Conclusa l'esperienza lavorativa con la Columbia, Lettimore firma un contratto con la Arista Records e pubblica il suo terzo album Weekend, il quale raggiunge la posizione 63 nella Billboard 200. Negli anni successivi collabora con l'allora moglie Chanté Moore in due album collaborativi: Things That Lovers Do e Uncovered/Covered, pubblicati rispettivamente nel 2003 via Arista e nel 2006 via LaFace Records e Verve Records. I due album si piazzano rispettivamente alla numero 31 e alla posizione 95 della Billboard 200. Riprende la sua carriera da solista nel 2008, anno in cui pubblica l'album Timeless via Verve, raggiungendo la posizione 54 della classifica statunitense.
In seguito a una pausa, nel 2012 fonda la sua etichetta discografica SincereSoul Records, con cui pubblica nel 2015 il suo primo album da artista indipendente Anatomy of a Love Song, con cui raggiunge la posizione numero 177 della Billboard 200. Seguono l'album natalizio A Kenny Lattimore Christmas, pubblicato nel 2016, e Vulnerable, pubblicato nel 2017. Nel 2021 pubblica il suo decimo album Here to Stay.

## Vita privata
Lattimore ha sposato la cantante Chanté Moore nel gennaio 2002. La coppia ha dato alla luce un figlio, Kenny Lattimore Jr, l'anno successivo. Nel 2011 i due hanno divorziato; Lattimore si è successivamente risposato con la giudice Faith Jenkins. In seguito al secondo matrimonio, Lattimore ha dichiarato per la prima volta di aver subito delle molestie sessuali da bambino.

## Discografia

### Album da solista
- 1996 – Kenny Lattimore
- 1998 –  From the Soul of Man
- 2001 – Weekend
- 2008 – Timeless
- 2015 – Anatomy of a Love Song
- 2016 – A Kenny Lattimore Christmas
- 2017 – Vulnerable
- 2021 – Here to Stay

### Album collaborativi
- 2003 – Things That Lovers Do (con Chanté Moore)
- 2006 – Uncovered/Covered (con Chanté Moore)